# 몽골어족
몽골어족(蒙古語族, 영어: Mongolic languages)은 몽골을 중심으로 분포하는 중앙아시아의 어족이다. 최대 언어는 몽골어인데, 고유 몽골어 화자만 500만 명 이상으로 몽골어족 언어 화자 수의 대다수를 차지한다

## 계통
인근의 튀르크어족·퉁구스어족, 더 나아가 한국어족, 일본어족과 함께 묶여 알타이어족을 구성한다는 학설이 존재한다.
오늘날까지 사용되고 있는 몽골어족의 언어는 일러야 몽골 제국이 확장하던 13세기 초 이후에 갈라진 것으로서, 지리적 분포에 비해 계통상 분리된 시간이 오래되지 않아 몽골어족의 조어인 몽골조어(Proto-Mongolic)는 멀리 소급하지 못하고 있었다.
그러나 최근에는 거란어와 토욕혼어가 몽골어족과 같은 계통이라는 학설이 유력해짐에 따라 이들을 포함하는 확장 몽골어족(Para-Mongolic)을 세워 더 과거의 모습을 재구성하려는 학자도 많다. 더 거슬러 올라가서는 고대의 선비나 오환의 언어까지 포함하여 궁극적인 몽골어족을 구성하는 경우도 있으며 이를 통해 고대의 튀르크어족 조어와의 관계를 연구할 수 있다.
2014년 알렉산더 보빈 등으로 구성된 공동 연구진은 몽골에서 1975년 발굴된 Hüis Tolgoi 비문을 분석하여 이것이 5~7세기 경에 몽골어족 계통의 언어로 쓰인 글임을 결론지음으로써 확장 몽골어족 연구에 큰 진척을 얻었다.

## 하위 분류
몽골어족은 크게 핵심부로 여겨지는 중앙 몽골어군을 비롯하여, 만주의 다우르족이 쓰는 다우르어, 간쑤성과 칭하이성의 특정 소수민족이 쓰는 남부 몽골어군, 아프가니스탄의 몇 마을에서 쓰던 모골어로 나눌 수 있다.
- 다우르어
- 중앙 몽골어군
  - 함니간어
  - 오이라트어
    - 칼미크어 등 방언

  - 부랴트어
  - 몽골어
    - 할하어, 차하르어, 호르친어, 바린어, 오르도스어 등 방언
- 남부 몽골어군 (간쑤-칭하이 일대)
  - 동부 유구르어
  - 시롱골어군
    - 몽구오르어
    - 바오안어
    - 캉자어
    - 둥샹어
- 모골어

특히 남부 몽골어군이 쓰이는 간쑤-칭하이 일대에서는 몽골어족 언어가 중국어 등과 섞인 혼성 언어의 형태로도 발견된다.

## 같이 보기
- 후이스 톨고이 비문